# トマス・ノエル (第2代ウェントワース子爵)
第2代ウェントワース子爵トマス・ノエル（英語: Thomas Noel, 2nd Viscount Wentworth、1745年11月18日 – 1815年4月17日）は、イギリスの貴族、政治家。トーリー党所属。

## 生涯
初代ウェントワース子爵エドワード・ノエルとジュディス・ラム（Judith Lamb、1725年1月10日 – 1761年12月3日、ウィリアム・ラムの娘）の息子として、1745年11月18日に生まれ、12月21日にカークビー・マロリーで洗礼を受けた。1757年から1763年までイートン・カレッジで教育を受けた後、1763年11月4日にオックスフォード大学ブレーズノーズ・カレッジに入学、1766年4月29日にM.A.の学位を、1773年7月7日にD.C.L.の学位を修得した。
1774年イギリス総選挙でレスターシャー選挙区から出馬して当選したものの、その11日後の1774年10月31日に父が死去して、ウェントワース子爵を継承することとなったため、庶民院議員に就任することはなかった。
1788年2月2日、メアリー・ヘンリー（Mary Henley、1814年6月29日没、初代ノーティントン伯爵ロバート・ヘンリーの娘）と結婚した。
1815年4月17日に死去、28日にカークビー・マロリーで埋葬された。後継者となる息子がおらず、ウェントワース子爵の爵位は断絶したが、ウェントワース男爵の爵位は妹ジュディス（1822年没）と妹ソフィア・スザンナの息子ナサニエル（1856年没）に継承権があったため停止状態（abeyance）となった。1856年11月12日にナサニエルが死去すると停止状態が解消され、ジュディスの娘アンが爵位を継承した。